# Бекіров Лютфи
Лютфи Бекіров (5 грудня 1928 Ескі-Юрт Бахчисарайського району, нині частина Бахчисарая) — робітник, учасник кримськотатарського правозахисного руху у 1960—70-х роках.

## Біографія
Лютфи Бекіров почав трудову діяльність 1944 року в Бекабаді, Узбекистан, як учень токаря на асбоцементному комбінаті. До 1960 року став токарем 6-го розряду. У кримськотатарський національний рух увійшов наприкінці 1950-х років. Тоді він познайомився з Фазилом Аметовим, Ризою Асановим, Тімуром Дагджи, а згодом — з Джеппаром Акімовим.
В 1966 році брав участь у мітингу кримських татар у Бекабаді. В жовтні 1966 року Лютфи Бекірова працівники держорганів забрали з дому рано вранці та засудили до 15 діб позбавлення волі. Із 500 кримськотатарських мітингувальників, що зібралися біля будинку міліції у рамках протесту, спецоргани обрали сімох та звинуватили їх в «організації зборища» й засудили на різні терміни за сфабрикованими справами.
Під час організаційної діяльності національного руху, Лютфи Бекіров усюди супроводжував Джеппара Акімова. Наприкінці 1960-х років йому довелось понад 20 разів їздити у Фергану, доставляючи листи Акімова до Бекіра Османова і навпаки.
У 1968 році за державною вербовкою переїхав до Криму, що йому порадили зробити Акімов та Османов. Проводи до Криму його сім'ї (та ще 4-х сімей) у Бекабаді перетворилися на радісну акцію з музикою. Всі їхали у село Некрасове, Красногвардійського району, у перший відділ радгоспу «Більшовик». Лютфи Бекіров спершу назначили сторожем, але згодом — дали посаду токаря. Паралельно він займався вирощуванням та реалізацією овочів зі свого приватного городу.
У Криму він був одним із активістів ініціативної групи, яка протистояла владі у її виселенні кримських татар, які намагалися повернутися на свою Батьківщину, та придушенні їх національного руху.
У 1972 році Лютфи Бекірова засудили на 2,5 роки ув'язнення за те, що дав здачі п'яному чоловіку, який зайшов до нього у двір і несподівано вдарив у лице. Це була спланована провокація. Відбував покарання у Чернівцях, де працював під землею. В таборі на Бекірова натравлювали кримінальних злочинців, які над ним знущалися.
У 1979 році він разом із сім'єю заступився проти виселення владою Сиддиха Усту, який приїхав до рідного брата у Крим і зайняв пусту квартиру. У результаті лише у селі Некрасовому було арештовано понад 20 осіб. Лютфи Бекіров був арештований 3 лютого 1979 року й засуджений на 4 роки таборів за «спротив міліції» під час виселення. Він їх повністю відсидів у Вінниці.
Разом зі своєю дружиною Гульнар Шамілєвою прожив разом понад 60 років — вона померла 2011-го.
У 2013 році проживав у селі Некрасове Курманського (Красногвардійського району).